# آبشار تویولالا
آبشار تویولالا (به انگلیسی: Tueeulala Falls) آبشاری است که در پارک ملی یوسیمیتی، شهرستان توآلومی، ایالات متحده آمریکا واقع شده و ارتفاع کلی ریزشگاه آن ۸۸۰ فوت (۲۷۰ متر) است.